# Nesticus tarumii
Nesticus tarumii är en spindelart som beskrevs av Takeo Yaginuma 1979. Nesticus tarumii ingår i släktet Nesticus och familjen grottspindlar. Inga underarter finns listade i Catalogue of Life.